# Casa de los Duendes (Puerto Lumbreras)
La Casa de los Duendes fue construida en el siglo XIX y está situada en el casco histórico de la población de Puerto Lumbreras (Región de Murcia, España), en la calle Francisco Tirado esquina con la calle Doctor Caballero, junto a la Casa Museo de las Cofradías y que forma parte del Conjunto Patrimonial Medina Nogalte. Representa la vivienda típica de una familia burguesa lumbrerense, siendo uno de los últimos exponentes de esta época conservados en la localidad. Perteneció a la familia conocida como “Los Mayorajos”.

Tras ser adquirida por el Ayuntamiento, fue objeto de un proyecto integral de recuperación y rehabilitación para destinarlo a uso público, como sala de exposiciones temporales, lugar en el que se realizan talleres, sala de proyecciones y conferencias, y sede de la colección museográfica de Grafología Augusto Vels.

## El edificio

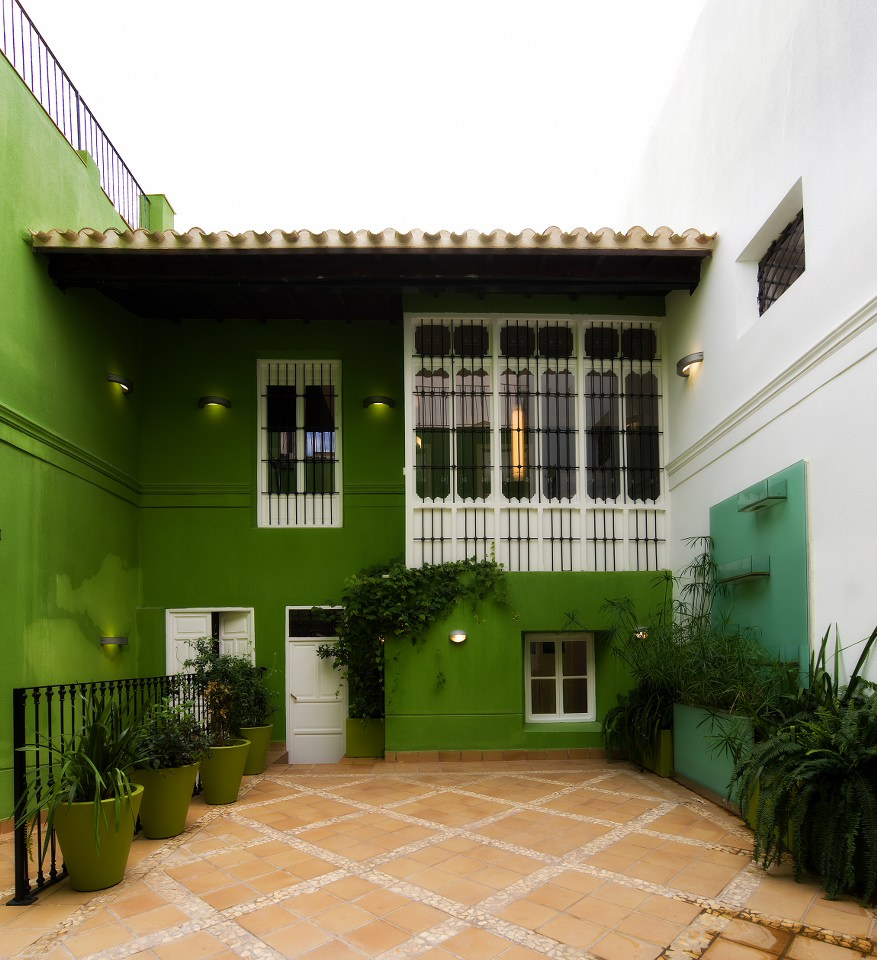
Patio de la vivienda

La construcción de la Casa de los Duentes, también conocida como Casa Verde, tuvo lugar en un contexto de cierto desarrollo económico en Puerto Lumbreras, cuando diferentes familias acaudaladas invirtieron en la mejora del sistema de Caño y Contracaño con el fin de aumentar el caudal de aguas alumbradas y, de este modo, regar una mayor extensión de tierras y accionar la maquinaria de varios molinos hidráulicos.

Se trata de un edificio de dos plantas pintado de verde al exterior. En la fachada destacan los enrejados en hierro forjado de ventanales y balcones y el gran portón de madera que da acceso a la vivienda. En su interior los elementos más representativos son la magnífica escalera imperial de tres tramos que comunica el vestíbulo con la primera planta, la carpintería tallada original (tanto en mobiliario como en escuadras y vigas), las partes de baldosa hidráulica coloreadas con motivos geométricos y florales que han sido recuperados, y el patio situado junto a lo que fue la entrada de animales y en el que se ha habilitado una fuente recuperándose la imagen de antaño. Con una distribución muy proporcionada tanto en altura como en anchura, este espacio facilita iluminación y ventilación, llegando a crear incluso un microclima con ambiente muy agradable. 

Alberga en la planta baja un espacio dedicado al museo del ilustre grafólogo lumbrerense Augusto Vels, único de este tipo en la Región de Murcia. El edificio cuenta además con un gran espacio en el que periódicamente se celebran exposiciones temporales, una sala de conferencias y otra de audiovisuales, el aula de historia local (Archivo histórico del municipio) y una pequeña biblioteca.

|                                    |
| Interior de la casa de los Duendes |

|                                |
| Detalle de la fachada exterior |

|                    |
| Escalera principal |

|                                     |
| Detalle del interior de la vivienda |

|                   |
| Entrada principal |

|                      |
| Sala de conferencias |

|                                      |
| Colección museográfica de Grafología |

|                                      |
| Colección museográfica de Grafología |

|                                 |
| Sala de exposiciones temporales |

|                      |
| Acceso a la vivienda |